# Tachytrechus doriae
Tachytrechus doriae är en tvåvingeart som beskrevs av Mario Bezzi 1925. Tachytrechus doriae ingår i släktet Tachytrechus och familjen styltflugor. Inga underarter finns listade i Catalogue of Life.